# KBS韓民族廣播
KBS韩民族廣播（：／）是韩国放送公社（KBS）主要针对朝鲜民主主义人民共和国（朝鲜）和周边国家的朝鲜民族广播的一个频道。

## 概况
1972年，以社会教育放送的名义下开始广播。金大中执政时期，社会教育放送逐渐淡化了反共色彩。2007年8月15日更改为现在的名称。节目以新闻资讯和娱乐为主，侧重于对朝鲜和周边国家朝鲜族进行宣传。KBS对内频道的部分节目（如KBS 1TV的《KBS新闻广场》和《9点新闻》）也会在韩民族放送同步播出。

## 广播时间和收听频率
分为第1放送和第2放送。第1放送在韩国标准时（KST）的13:00至次日9:00播出、第2放送从23:00至次日13:00播出。
第1放送
| 时间（KST） | 发射地 | 呼号 | 频率    | 发射功率                 |
| 13:00-09:00 | 唐津市 | HLCA | 972kHz  | 白天：750kW 夜间：1500kW |
| 13:00-09:00 | 华城市 | 未知 | 6015kHz | 100kW                    |

※KST＝UTC+9
第2放送
| 时间（KST） | 发射地 | 呼号 | 频率    | 发射功率 |
| 23:00-13:00 | 金堤市 | HLSR | 1170kHz | 500kW    |

※KST＝UTC+9
- 电台在播音开始、播音结束及整点报时的时候，会播出台呼“韩民族网络频道，KBS韩民族第1/第2放送”（한민족 네트워크 채널 KBS 한민족 제1/제2방송입니다）。
- 2007年1月，华城发射台短波部分废止，第1放送的6015kHz与第2放送的6135kHz停用。到了2010年1月，华城发射台恢复使用6015kHz，用100千瓦的发射功率向朝鲜方向播出KBS韩民族放送。由于6015kHz经常受朝鲜的严重干扰，所以收听困难。
- 第2放送在19:00-23:00播出韩国国际广播电台（19:00-20:00时为韩语广播、20:00-21:00为日语广播、21:00-22:00为俄语广播、22:00-23:00为汉语广播）的节目。
- 第1放送在节目开始前会播放音乐《我们的心愿》、《阿里郎》和大韩民国国歌，第2放送则在播出韩国国际广播电台节目之前（19:00之前）播放；节目结束后播放大韩民国国歌。
- 第2放送23:00-次日9:00与第1放送并机播出。第1放送广播结束时，会提示听众切换到第2放送继续收听。
- 2010年1月1日，第1放送停止使用1134kHz，现在该频率由KBS第3廣播使用。

## 关连项目
- SBS Love FM（朝鲜语：SBS 러브FM）
- SBS Power FM（朝鲜语：SBS 파워FM）
- YTN Radio（朝鲜语：YTN라디오）